# Dana Sederowsky
Dana Sederowsky, född 1975 i Helsingborg, är en svensk konstnär. 
Hon bor och arbetar i Malmö och är utbildad vid Fotohögskolan (kandidatexamen 1999) och Valands Konsthögskola (magisterexamen 2006) vid Göteborgs Universitet.
Sederowsky arbetar med videoperformance, fotografi och text. Hon arbetar uteslutande med sig själv och med sin egen kropp utifrån ett strikt konceptuellt regelverk. Med repetition och monotoni som konstnärlig metod undersöker och gestaltar Sederowsky olika dimensioner av att vara människa. Ofta med ett bisarrt, kraftfullt och tragikomiskt tilltal. Hon tar fasta på människans psykologi, språkets och textens olika nyanser och betydelser, liksom livets skenbara meningslöshet.
Sederowsky har sedan 1990-talet medverkat i utställningar såväl i Sverige som internationellt som exempelvis Museo de la Ciudad, Querétaro, Mexiko, Center for Contemporary Art i Ekaterinburg och Moskva, Ryssland, Kaunas Biennial Litauen och L.A Art International i U.S.A. Hon har haft separatutställningar på bland annat Dunkers kulturhus (2017), Göteborgs Konsthall (2015), Fotografiska i Stockholm (2014), Hasselblad Center i Göteborg (2010) och Göteborgs konstmuseum (2001).  
Sederowsky finns representerad vid Göteborgs konstmuseum, Helsingborgs Stads samlingar, Dunkers Kulturhus, Hasselbladsstiftelsen och Ystad Konstmuseum. 2004 var hon Hasselbladsstipendiat på Villa San Michele, Capri, Italien. 2019 var hon artist in residence vid Ingmar Bergman Estate, Fårö.   
Sederowsky är 2022 aktuell med sin första skönlitterära produktion: Separat. Boken är även översatt till engelska med titeln Solo, på Art and Theory publishing.   